# Бутаковский сельсовет
Бутаковский сельсовет — сельское поселение в Вознесенском районе Нижегородской области.
Административный центр — село Бутаково.

## История
Статус и границы сельского поселения установлены Законом Нижегородской области от 15 июня 2004 года № 60-З «О наделении муниципальных образований - городов, рабочих посёлков и сельсоветов Нижегородской области статусом городского, сельского поселения».
Законом Нижегородской области от 11 августа 2009 года № 118-З сельские поселения Бутаковский сельсовет и Новосельский сельсовет объединены в сельское поселение Бутаковский сельсовет.

## Население
| 2002 | 2010  | 2012 | 2013 | 2014 | 2015 | 2016 |
| ---- | ----- | ---- | ---- | ---- | ---- | ---- |
| 1359 | ↘1019 | ↘969 | ↘961 | ↘946 | ↘913 | ↘901 |
| 2017 | 2018  | 2019 | 2020 | 2021 |      |      |
| ↘865 | ↘849  | ↘839 | ↘828 | ↗865 |      |      |

## Состав сельского поселения
| № | Населённый пункт | Тип населённого пункта       | Население |
| - | ---------------- | ---------------------------- | --------- |
| 1 | Абашево          | деревня                      | ↘41       |
| 2 | Борки            | село                         | ↘88       |
| 3 | Бутаково         | село, административный центр | ↘296      |
| 4 | Девлетяково      | село                         | ↘85       |
| 5 | Княжево          | село                         | ↘61       |
| 6 | Марьино          | деревня                      | ↘76       |
| 7 | Новосёлки        | село                         | ↘372      |
| 8 | Шигаево          | деревня                      | ↘0        |